# Sergej Barbarez
Sergej Barbarez (1971. szeptember 17. –) bosnyák válogatott labdarúgó,  a német Bayer Leverkusen játékosa volt 2006–2008 között. Annak ellenére, hogy középpályás, szükség esetén csatár vagy védő is lehet.

## Élete
Mostar városában, Bosznia-Hercegovinában (akkor Jugoszlávia) született. Apja Ljubo, anyja Zlata. Kisgyermekként Barbarezt nem érdekelte a labdarúgás, inkább a kosárlabda és az atlétika vonzotta. 11 évesen kezdett futballozni az iskola után barátjaival.

### Karrierje labdarúgóként
19 évesen Barbarez aláírt az FK Velež csapatához. Röviddel azután a jugoszláv hadseregben szolgált, mielőtt visszatér Mostarba folytatni a karrierjét. 1991-ben visszatért az FK Velež csapatába, ahol mindenki tehetségnek gondolta.
Abban az évben Barbarez meglátogatta nagybácsiját Németországban. Épp hazatérni készült, amikor meglepte őt két hét további maradással. Két hétig a Hannover 96 csapatában játszhatott próbaidőre. Az edzőt meggyőzte, ezért átigazolták. Ez alatt a két hét alatt tovább romlott a jugoszláviai helyzet.
Barbarez a Hannover 96-ban játszott az 1991-92-es szezon végén és az egész 1992–1993-as szezonban. 1993 és 1996 között az Union Berlint erősítette. Ezután, 1996 és 1998 között a FC Hansa Rostock csapatában játszott. 1998-tól a Borussia Dortmund játékosa lett, egészen 2000 júliusáig, amikor a Hamburger SV csapatába igazolt.
Az első szezonban a csapat és a Bundesliga gólkirálya lett 22 góllal. 2005-ben visszavonult a válogatottból, amikor csapatkapitány volt. Ezután visszatért egy rövid időre az Európa-bajnokság idejére.
2006 május 17-én két évre aláírt a Bayer Leverkusenhez.
2008 júniusában vonult vissza a profi futballból.

### Karrierje edzőként
2009. december 14-én bejelentette, hogy a 2012-es Európa-bajnokságra ő akarja kijuttatni a csapatot. Ellenfelei Dusan Bajevic, Safet Susic és Mehmed Bazdarevic. A szövetség döntése végül Susicra esett, akinek irányítása alatt a válogatott elérte történetének legjobb eredményét (csoportgyőztesként kijutottak a 2014-es VB-re).

### Magánélete
Ana-hoz házasodott. Két gyermekük van, Filip-André és Sergio-Luis.

## Statisztikák
| Szezon  | Csapat            | Liga       | Mérkőzések a Bundesligában | Gólok | DFB-Pokal mérkőzések | Gólok | Nemzetközi mérkőzések | gólok | Összes mérkőzés | Összes gól |
| ------- | ----------------- | ---------- | -------------------------- | ----- | -------------------- | ----- | --------------------- | ----- | --------------- | ---------- |
| 1996-97 | Hansa Rostock     | Bundesliga | 27                         | 2     | 2                    | 1     | 0                     | 0     | 29              | 3          |
| 1997-98 | Hansa Rostock     | Bundesliga | 32                         | 11    | 1                    | 0     | 0                     | 0     | 33              | 11         |
| 1998-99 | Borussia Dortmund | Bundesliga | 22                         | 4     |                      |       |                       |       |                 |            |
| 1999-00 | Borussia Dortmund | Bundesliga | 14                         | 2     |                      |       |                       |       |                 |            |
| 2000-01 | Hamburger SV      | Bundesliga | 31                         | 22    |                      |       |                       |       |                 |            |
| 2001-02 | Hamburger SV      | Bundesliga | 24                         | 7     |                      |       |                       |       |                 |            |
| 2002-03 | Hamburger SV      | Bundesliga | 24                         | 6     |                      |       |                       |       |                 |            |
| 2003-04 | Hamburger SV      | Bundesliga | 32                         | 10    |                      |       |                       |       |                 |            |
| 2004-05 | Hamburger SV      | Bundesliga | 30                         | 11    |                      |       |                       |       |                 |            |
| 2005-06 | Hamburger SV      | Bundesliga | 33                         | 9     | 3                    | 3     | 9                     | 3     | 45              | 16         |
| 2006-07 | Bayer Leverkusen  | Bundesliga | 32                         | 7     | 2                    | 0     | 12                    | 3     | 46              | 10         |
| 2007-08 | Bayer Leverkusen  | Bundesliga | 29                         | 4     | 0                    | 0     | 10                    | 3     | 39              | 7          |

## Díjai
- DFB-Ligapokal: 2003, Hamburger SV
- Gólkirály a Bundesligában: 2000–2001.

## Fordítás
- Ez a szócikk részben vagy egészben  a   Sergej Barbarez című angol Wikipédia-szócikk fordításán alapul.  Az eredeti cikk szerkesztőit annak laptörténete sorolja fel. Ez a jelzés csupán a megfogalmazás eredetét és a szerzői jogokat jelzi, nem szolgál a cikkben szereplő információk forrásmegjelöléseként.